# Эрджан, Абдулла
Абдулла́ Эрджа́н (тур. Abdullah Ercan; род. 8 декабря 1971, Стамбул) — турецкий футболист и футбольный тренер. Бронзовый призёр ЧМ-2002.

## Клубная карьера
Начал играть в футбол в клубе «Бейоглу Капаличаршиспор» в 1988 году. Далее играл за «Трабзонспор» (1990—1999) и «Фенербахче» из Стамбула (1999—2003). В сезоне 2003/04 играл в «Галатасарае», завершал же карьеру в «Истанбулспоре», в котором играл с 2004 по 2006 год.

## Международная карьера
В национальной сборной Турции он выступал в период с 1993 по 2003 год и был участником двух чемпионатов Европы 1996 и 2000 годов и один раз участвовал в мировом первенстве 2002 года в Японии и Южной Кореи.

## Тренерская карьера
Был главным тренером молодёжной сборной Турции, которую возглавлял с 2013 года.